# George Harry Smith Willis

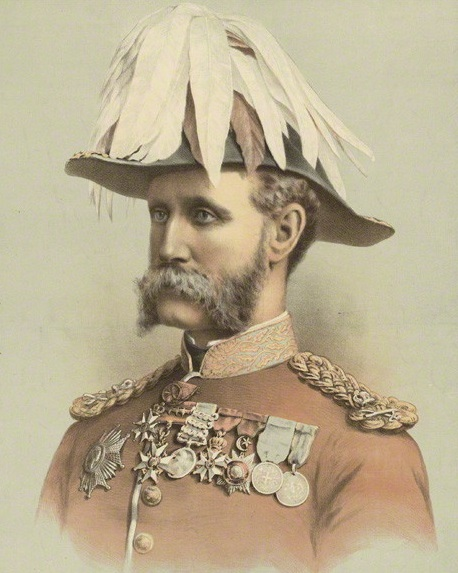
Sir George Harry Smith Willis

Sir George Harry Smith Willis GCB (* 11. November 1823 in Sopley Park; † 29. November 1900 in Bournemouth) war ein General der Britischen Armee. Er kämpfte in verschiedenen britischen Kriegen, zum Beispiel im Krimkrieg und im Anglo-Ägyptischen Krieg.

## Leben
Willis trat 1841 in das 77th (East Middlesex) Regiment ein. Er dient im Krimkrieg und hatte in der Schlacht bei Inkerman das Kommando über eine Grenadierkompanie. Im April 1855 wurde er Deputy Assistand Quartermaster General im Stab von Lord Reglan, dem britischen Oberbefehlshaber im Krimkrieg. Am 11. Mai 1856 wurde er Assistand Quartermaster General der der 4. Division, bis zum Abzug der Truppen von der Krim.
Nach dem Krimkrieg begleitete er französische Truppen in Algerien. Nach seiner Rückkehr nach England formierte Willis des 2. Bataillon des 6th (Warwickshire) Regiment, in welchem er als Major diente. Ab 1859 war er fünf Jahre als Assistand Adjutant General auf Malta. Ab 1866 diente er als Assistand Quartermaster General im Stab des Southern Ditrit. 1873 wurde er zum Assistant Quartermaster General im Generalstab der Britischen Armee. Am 29. Mai 1875 wurde er zum Generalmajor und im April 1878 zum General Officer Commanding Northern District ernannt. Seine Beförderung zum Generalleutnant erfolgte am 8. Mai 1880. 
1882 wurde Willis nach Ägypten entsandt um im Anglo-Ägyptischen Krieg zu kämpfen. Hier befehligte er die Erste der drei Divisionen mit denen Garnet Wolseley die ägyptische Armee zerschlug und den Grundstein für die britische Herrschaft in Ägypten legte. Willis befehligte Truppen bei Al-Magfar und Tell al-Mahuta. Des Weiteren war er an der Eroberung von Mahsameh und der zweiten Schlacht von Kassassin beteiligt. Er kommandierte die 1. Division auch in der Entscheidungsschlacht von Schlacht von Tel-el-Kebir. Für seine Leistung erhielt er den Khediven-Stern, den Osmanié-Orden (2. Klasse) und wurde Knight Commander des Order of the Bath.
1884 wurde er zum General Officer Commanding Southern District ernannt und am 11. Mai 1887 zum General befördert. Er schied 1890 aus dem Militärdienst aus und ließ sich im Jahr 1892 als Kandidat der konservativen Partei für die Parlamentswahlen aufstellen, erreichte aber nicht die nötige Mehrheit. Er starb 1900 nach langer Krankheit in Bournemouth und liegt in Sopley begraben.